# Saint-Avit-les-Guespières
Saint-Avit-les-Guespières és un municipi francès, situat al departament de l'Eure i Loir i a la regió de Centre – Vall del Loira. L'any 2007 tenia 317 habitants.

## Demografia

### Població
El 2007 la població de fet de Saint-Avit-les-Guespières era de 317 persones. Hi havia 136 famílies, de les quals 36 eren unipersonals (12 homes vivint sols i 24 dones vivint soles), 40 parelles sense fills, 48 parelles amb fills i 12 famílies monoparentals amb fills.
La població ha evolucionat segons el següent gràfic:
Habitants censats

### Habitatges
El 2007 hi havia 194 habitatges, 137 eren l'habitatge principal de la família, 51 eren segones residències i 6 estaven desocupats. 189 eren cases i 3 eren apartaments. Dels 137 habitatges principals, 127 estaven ocupats pels seus propietaris, 6 estaven llogats i ocupats pels llogaters i 4 estaven cedits a títol gratuït; 9 tenien dues cambres, 30 en tenien tres, 38 en tenien quatre i 60 en tenien cinc o més. 80 habitatges disposaven pel capbaix d'una plaça de pàrquing. A 60 habitatges hi havia un automòbil i a 66 n'hi havia dos o més.

### Piràmide de població
La piràmide de població per edats i sexe el 2009 era:
| Homes | Edats   | Dones |
| ----- | ------- | ----- |
| 0     | 95 o +  | 0     |
| 0     | 90 a 94 | 0     |
| 0     | 85 a 89 | 0     |
| 4     | 80 a 84 | 0     |
| 8     | 75 a 79 | 12    |
| 12    | 70 a 74 | 28    |
| 16    | 65 a 69 | 12    |
| 8     | 60 a 64 | 8     |
| 8     | 55 a 59 | 8     |
| 16    | 50 a 54 | 12    |
| 16    | 45 a 49 | 4     |
| 8     | 40 a 44 | 20    |
| 0     | 35 a 39 | 0     |
| 0     | 30 a 34 | 12    |
| 24    | 25 a 29 | 8     |
| 8     | 20 a 24 | 12    |
| 4     | 15 a 19 | 16    |
| 4     | 10 a 14 | 8     |
| 0     | 5 a 9   | 8     |
| 8     | 0 a 4   | 0     |

## Economia
El 2007 la població en edat de treballar era de 191 persones, 148 eren actives i 43 eren inactives. De les 148 persones actives 140 estaven ocupades (76 homes i 64 dones) i 8 estaven aturades (2 homes i 6 dones). De les 43 persones inactives 16 estaven jubilades, 15 estaven estudiant i 12 estaven classificades com a «altres inactius».

### Ingressos
El 2009 a Saint-Avit-les-Guespières hi havia 135 unitats fiscals que integraven 336 persones, la mediana anual d'ingressos fiscals per persona era de 18.862 €.

### Activitats econòmiques
Dels 8 establiments que hi havia el 2007, 4 eren d'empreses de construcció, 2 d'empreses de transport i 2 d'empreses de serveis.
Dels 4 establiments de servei als particulars que hi havia el 2009, 1 era un paleta, 1 fusteria, 1 lampisteria i 1 electricista.
L'any 2000 a Saint-Avit-les-Guespières hi havia 13 explotacions agrícoles que ocupaven un total de 888 hectàrees.

## Equipaments sanitaris i escolars
El 2009 hi havia una escola maternal integrada dins d'un grup escolar amb les comunes properes formant una escola dispersa.

## Poblacions més properes
El següent diagrama mostra les poblacions més properes.